# Stadsmuseum Gent

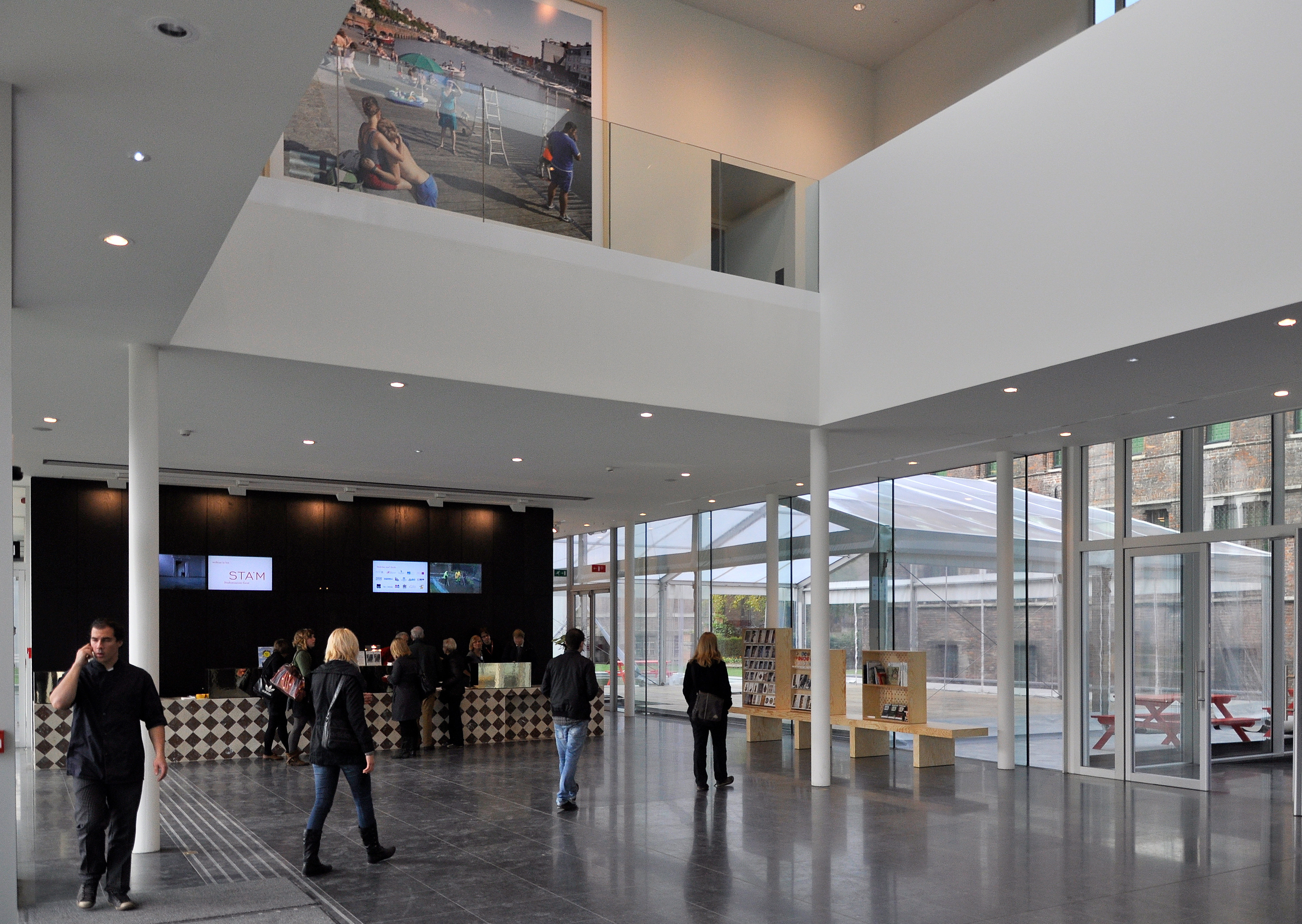
Stadsmuseum Gent, Onthaal

Het Stadsmuseum Gent (STAM) is een museum in de Belgische stad Gent. 

## Toelichting
Het museum dat eind 2010 zijn deuren opende, brengt de geschiedenis van de stad Gent in beeld. De oorsprong van dit museum gaat wat de collectie betreft terug tot 1833, toen een Musée historique belge werd opgericht. In 1928 werd het museum in de voormalige Bijlokeabdij ondergebracht. Dat leidde tot de naam Bijlokemuseum.
Met de Bijlokecollectie als basis en de Bijlokeabdij en het Bijlokeklooster als gebouwen, bouwt STAM een werking als hedendaags erfgoedforum uit. De Bijlokecollectie werd aangevuld met stukken uit andere collecties. Aansluitend op de historische gebouwen construeerde men een nieuw inkomgebouw, ontworpen door de Gentse stadsarchitect Koen Van Nieuwenhuyse.
Het vaste circuit van het STAM vormt een museale en multimediale introductie op een bezoek aan de stad Gent. Het verleden van de stad brengt men in aparte ruimtes via enkele grote thema's chronologisch in beeld. De huidige situatie en de toekomstige ontwikkelingen komen aan bod. 
De tijdelijke tentoonstellingen van het STAM lichten het fenomeen "stedelijkheid" uit aan de hand van actuele thema's. STAM verwijst de bezoeker door naar de stad zelf en naar het Gentse cultureel erfgoed.
In 2020 werd de scenografie van het STAM vernieuwd; er wordt sindsdien een kwart meer objecten gepresenteerd en er wordt meer met multimedia gewerkt .

## Blikvanger

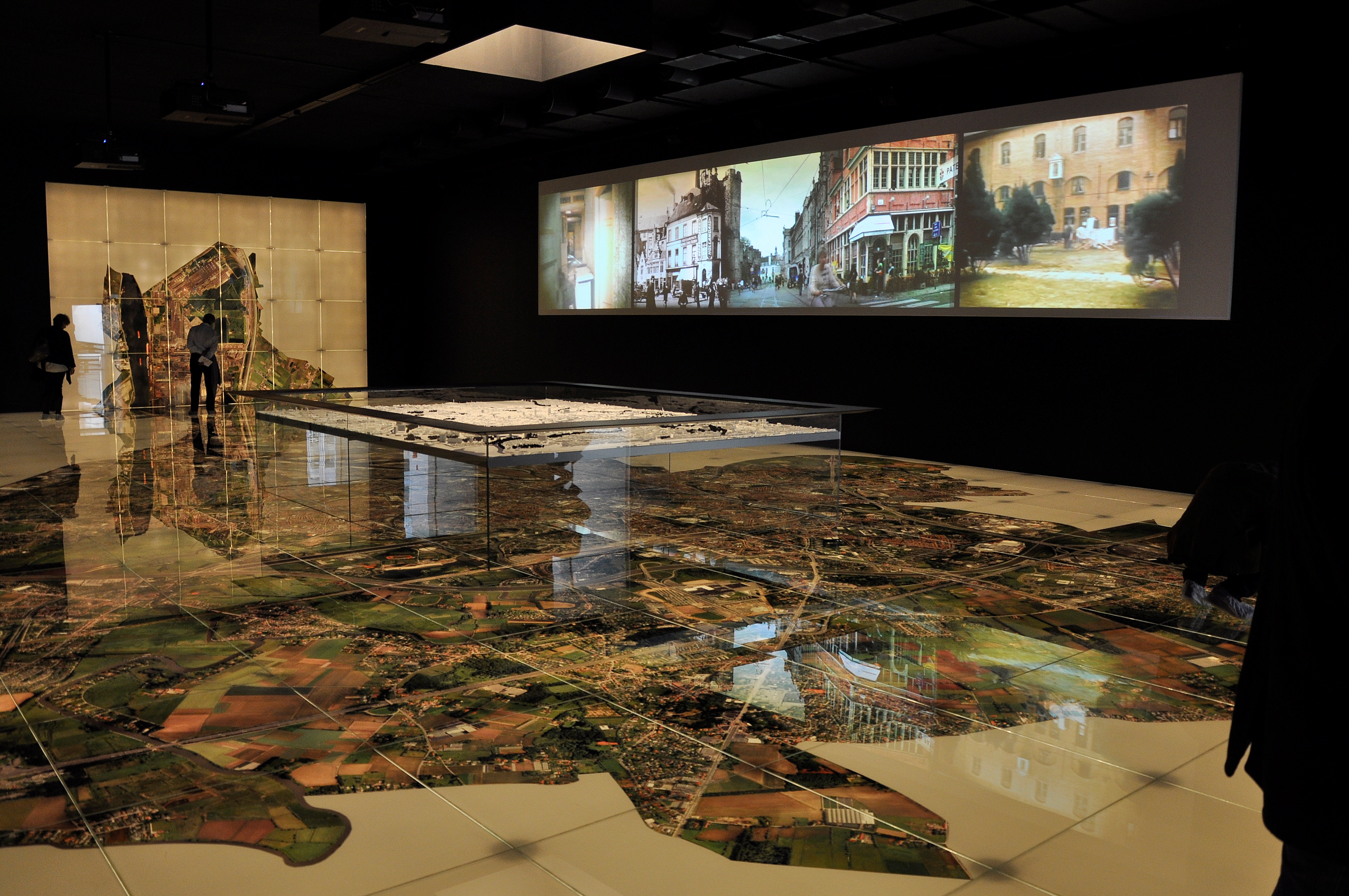
Multimediale introductie tot de geschiedenis van de stad Gent

De blikvanger van het museum is de gigantische, haarfijne luchtfoto van Gent waarop de bezoekers kunnen rondlopen. In de Bijlokeabdij die men bereikt via een glazen passerelle wordt het verhaal van de stad verteld aan de hand van driehonderd voorwerpen.
Men bewaart hier ook het Biese getijdenboek.

## Onderscheiding
- Het Stadsmuseum Gent was de winnaar van de Vlaamse MuseumPrijs 2012.
- In 2024 kreeg het Stadsmuseum Gent de European Heritage Awards / Europa Nostra Awards voor het erfgoedproject 'De Vierkante Kilometer'

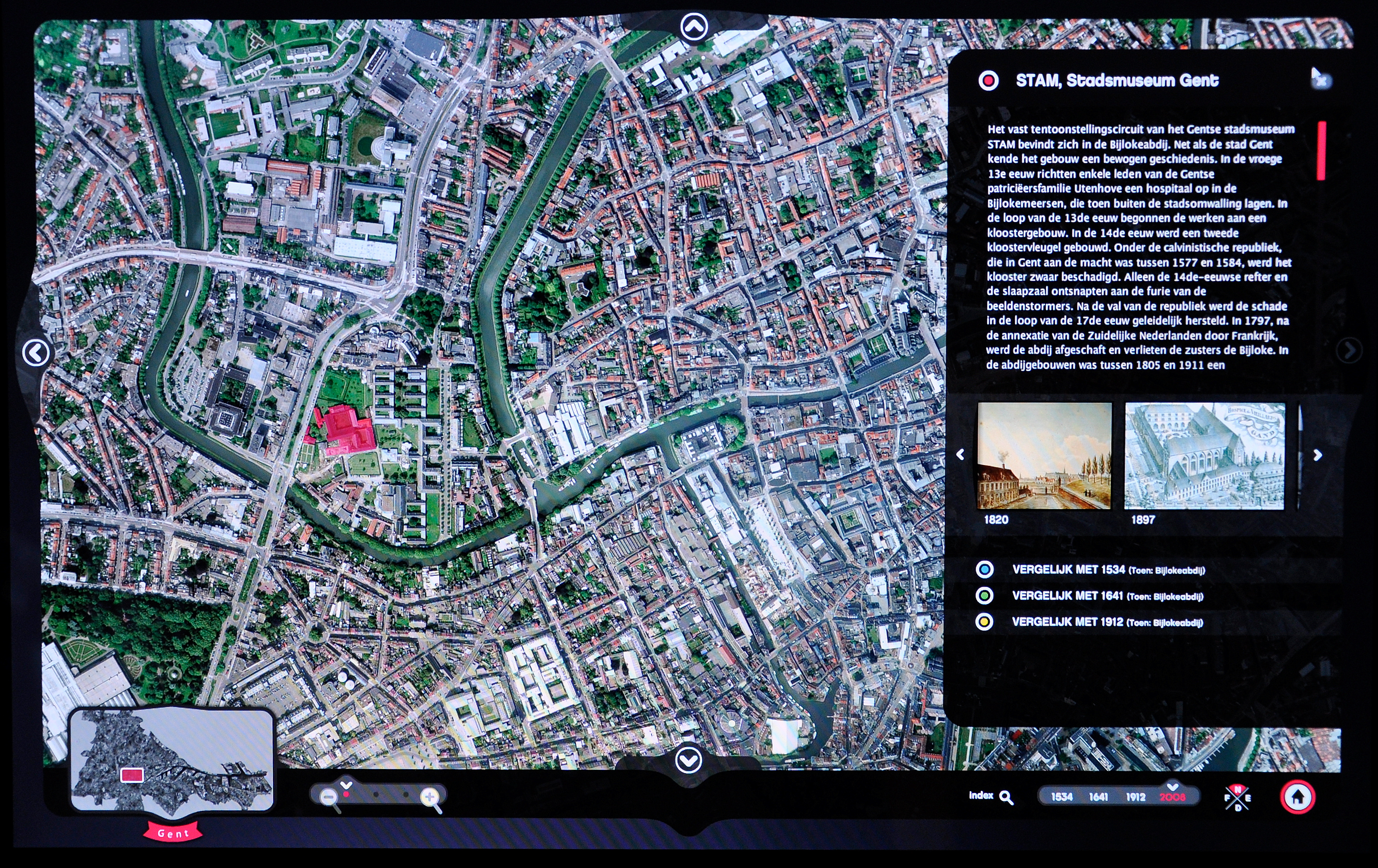
Interactieve plattegrond uit 2008
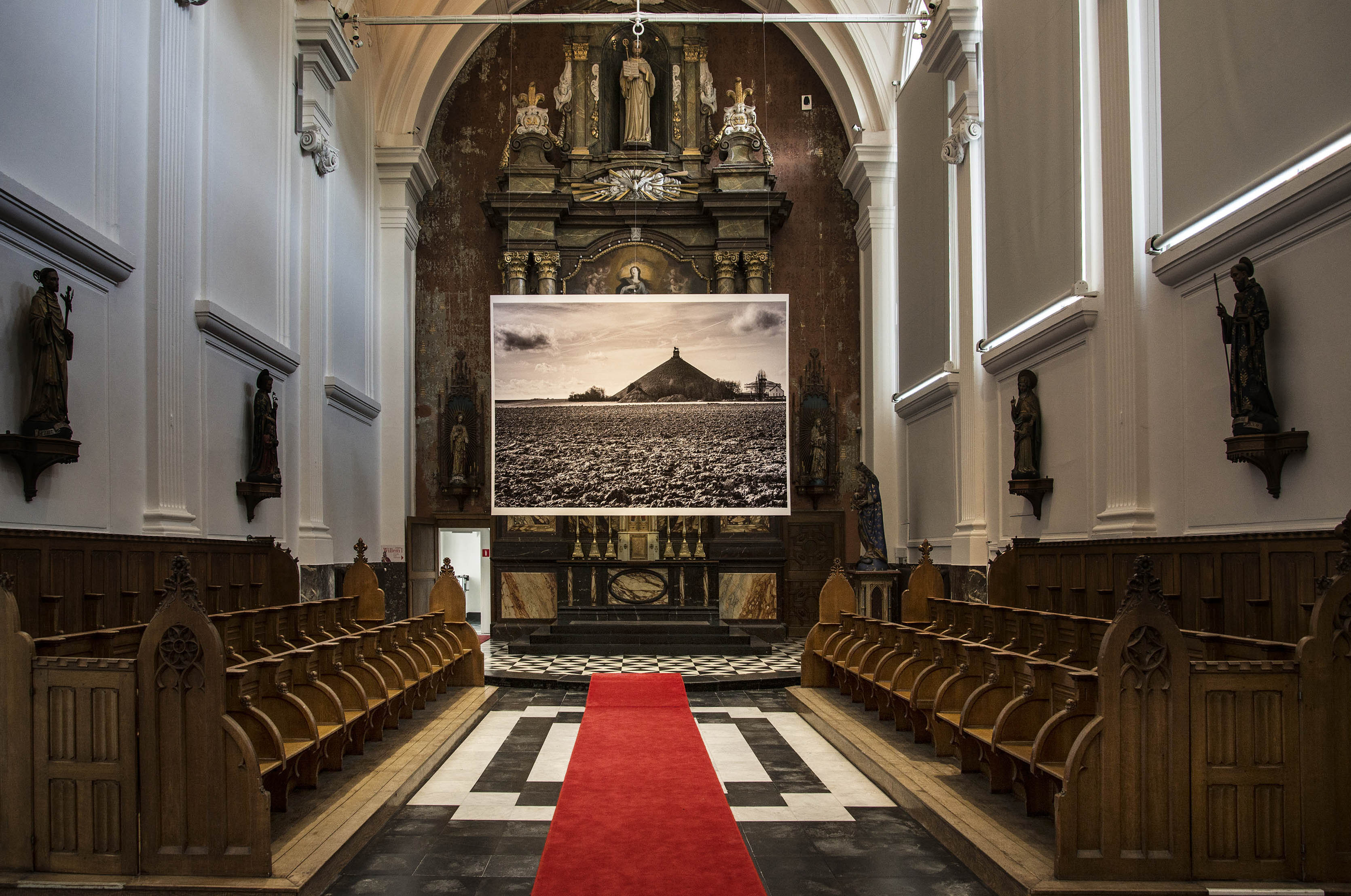
Tentoonstelling 'Het verloren koninkrijk. Willem I en België' (2015).
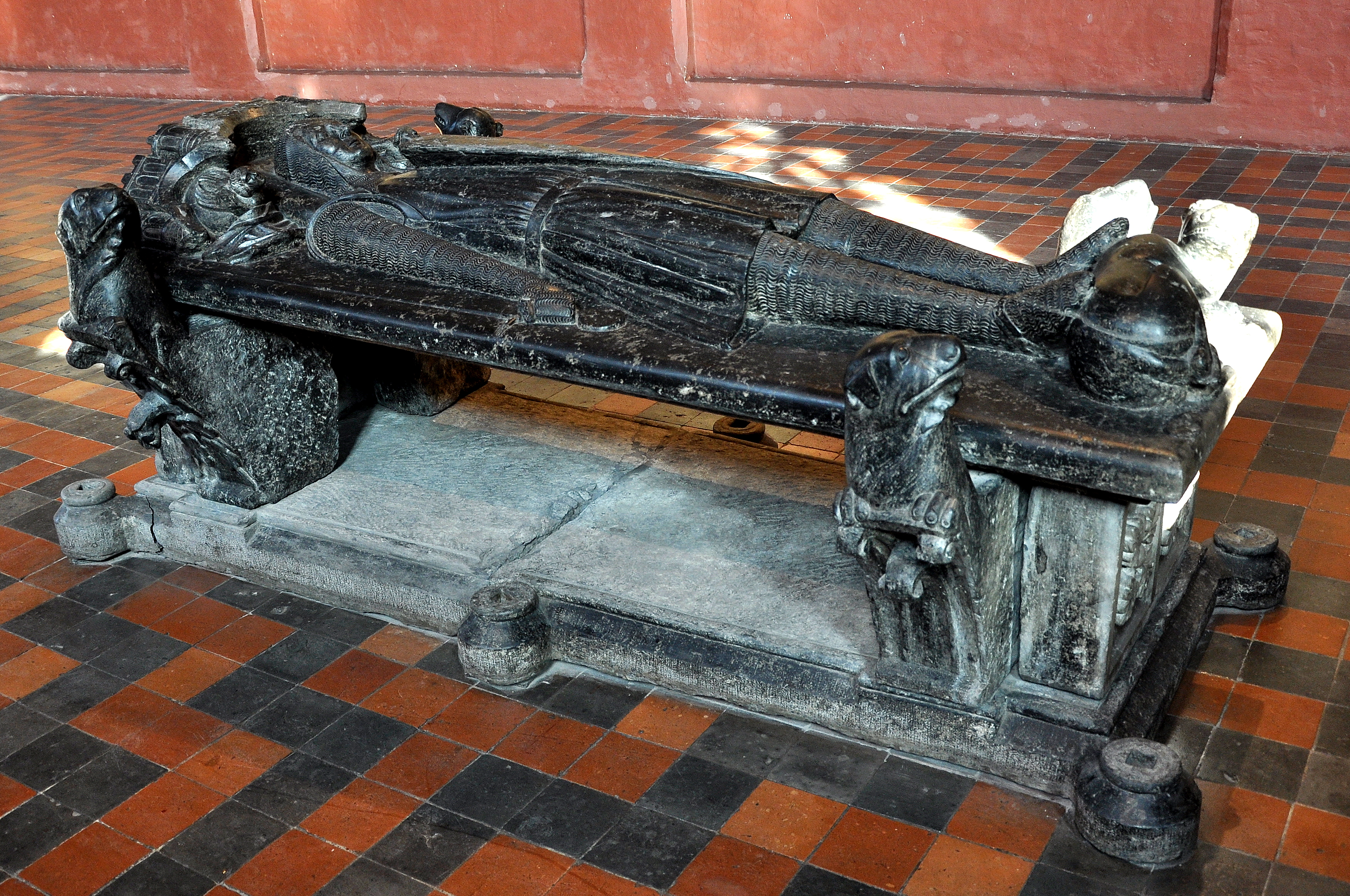
Grafmonument van Hugo II, burggraaf van Gent van 1227 tot 1232, in de refter van de abdij
Oorkonde van Lodewijk de Vrome, verleend aan de Sint-Baafsabdij, waarin Lodewijk de Vrome haar immuniteit bevestigt